# Кучерова, Станислава
Станислава Кучерова  (чеш. Stanislava Kučerová, 13 ноября 1928, Тршемошна, Пльзеньский край, Первая Чехословацкая республика — 12 марта 2017, Пльзень, Чехия) — чехословацкая гандболистка, победительница чемпионата мира по гандболу в Белграде и Вировитице (1957) .

## Спортивная карьера
Как спортсменка помимо гандбола также выступала в сборной ЧССР по волейболу. В гандболе долгое время выступала за клуб «Слован» (Пльзень).
На первом в истории капитан мировом первенстве по гандболу среди женщин, который приходил в югославских городах Белград и Вировитице, в составе национальной сборной Чехословакии стала обладательницей золотых медалей и была признана лучшим игроком чемпионата.
По завершении игровой карьеры многие годы работала тренером.